# 高槻市立総合スポーツセンター陸上競技場
高槻市立総合スポーツセンター陸上競技場（たかつきしりつ・そうごうスポーツセンター・りくじょうきょうぎじょう）は、大阪府高槻市芝生町にある日本陸上競技連盟第4種公認陸上競技場兼球技場である。

## 概要
- 1997年の第52回国民体育大会（なみはや国体）のサッカー競技会場として使用されたほか、関西地区レベルのサッカー・ラグビー・陸上競技会に使用されている。スペランツァFC大阪高槻の本拠地の一つである。
- 近接地にはスポーツセンターの体育館（バックスタンド後方）がある。
- 陸上トラック　直線100ⅿ×8レーン、1周400m×6レーン（緑色岩）
- スタンド　3000人程度収容（メインスタンド=一部屋根付き　1500人程度、バックスタンド=芝生席　1500人程度）
- 磁気反転型得点掲示板（第3-4コーナー付近）
- 照明塔なし